# Бабанська селищна територіальна громада
Баба́нська селищна громада — територіальна громада в Україні, в Уманському районі Черкаської області. Адміністративний центр — селище Бабанка.
Площа громади — 276,9 км², населення — 6 595 мешканців (2020).
Громада утворена 2020 року зі складу Бабанської селищної ради, Аполянської, Вільшано-Слобідської, Вільшанської, Дубівської, Коржівської, Коржовокутської, Коржовослобідської, Оксанинської, Острівецької, Рогівської та Свинарської сільських рад.

## Склад
До складу громади входять:
| Населений пункт         | Населення, осіб (1989) | Населення, осіб (2001) |
| ----------------------- | ---------------------- | ---------------------- |
| Аполянка, село          | 724                    | 578                    |
| Бабанка, селище         | 2946                   | 2541                   |
| Вільшана-Слобідка, село | 329                    | 285                    |
| Вільшанка, село         | 253                    | 215                    |
| Дубова, село            | 665                    | 589                    |
| Коржова, село           | 642                    | 585                    |
| Коржова Слобода, село   | 276                    | 295                    |
| Коржовий Кут, село      | 285                    | 225                    |
| Оксанина, село          | 1487                   | 1262                   |
| Острівець, село         | 519                    | 458                    |
| Рогова, село            | 638                    | 537                    |
| Свинарка, село          | 479                    | 439                    |

## Старостинські округи
- Аполянський
- Дубівський
- Коржівський
- Оксанинський
- Острівецький[3]